# Annual Register
L'Annual Register (in origine sottotitolato A View of the History, Politics and Literature of the Year ...) è un giornale politico pubblicato annualmente dal 1758. Fu fondato da Edmund Burke, che ne fu editore per molti anni, e da Robert Dodsley. 
L'edizione del 1776, stampata l'anno seguente, contiene la prima pubblicazione in Gran Bretagna della Dichiarazione d'indipendenza degli Stati Uniti.